# FK Alaj Oš
FK Alaj Oš is een Kirgizische voetbalclub uit Oš.
De club werd in 1960 opgericht en wisselde enkele keren van naam. Vanaf de start van de Kirgizische competitie speelde Alay op het hoogste niveau. In 1996 werd gefuseerd met Dinamo Oš en werd als Dinamo-Alaj Oš gespeeld. In 2002 werd de fusie ontbonden en Dinamo werd Dinamo-UVD en Alaj ging ook weer onder eigen naam verder. In 2010 trok de club zich tijdens de competitie terug, maar keerde het seizoen daarna weer terug. In 2013 werd Ala, landskampioen en werd ook de beker gewonnen. Ook in 2015 en 2016 werd de club landskampioen. Alaj, speelt in het Suyumbayev stadion dat plaats biedt aan 12.000 toeschouwers en dat het deelt met Ak-Bura Oš.

## Historische namen
- 1960: FK Osj
- 1965: FK Sjachtor Osj
- 1967: FK Alaj Osj
- 1992: FK Alaj Oš
- 1994: FK Alaj-Oš-Pirim
- 1995: FK Alaj Oš
- 1996: FK Dinamo-Alay Oš (fusie met Dinamo Oš)
- 2002: FK Alaj Oš (fusie ontbonden)

## Erelijst
Voetbalkampioenschap van Kirgizië
2013, 2015, 2016, 2017
Beker van Kirgizië
2013, 2020
Kirgizische Supercup: 
2017, 2018